# Bobrov (Slovaquie)
Pour les articles homonymes, voir Bobrov (homonymie).
Bobrov (hongrois : Bobró) est un village de Slovaquie situé dans la région de Žilina.

## Histoire
Première mention écrite du village en 1564.

## Démographie

### Évolution de la population
| Année:               | 1994. | 2004.   | 2014.    | 2024.    |
| -------------------- | ----- | ------- | -------- | -------- |
| Nombre de personnes: | 1441  | 1530    | 1739     | 2084     |
| Différence:          |       | +6,17 % | +13,66 % | +19,83 % |

| Année:               | 2023. | 2024.   |
| -------------------- | ----- | ------- |
| Nombre de personnes: | 2042  | 2084    |
| Différence:          |       | +2,05 % |